# Gerard Helders
Gerardus Philippus (Gerard) Helders (Rotterdam, 9 maart 1905 – Wassenaar, 6 januari 2013) was een Nederlands politicus van de Christelijk-Historische Unie (CHU). Helders was minister van Zaken Overzee in het kabinet-Drees III en het overgangskabinet-Beel. Hij doorliep een ambtelijke carrière in Nederlands-Indië en werd na de Tweede Wereldoorlog ambtenaar van het ministerie van Financiën en directeur van de Nationale Trust Maatschappij. Na zijn ministerschap was hij zestien jaar lid van de Raad van State. Helders was van 21 augustus 2012 tot zijn dood de oudste man van Nederland.

## Biografie
Helders werd geboren als zoon van de bierbottelaar en wijnhandelaar Gerard Helders senior en Jacoba Kleinbloesem. Hij volgde de HBS. Omdat hij geïnteresseerd was in economie wilde hij aan de Nederlandsche Handels-Hoogeschool gaan studeren. Een oom die advocaat was beloofde hem echter een baan in diens advocatenpraktijk, en zo koos Helders voor rechten. Van 1925 tot 1929 studeerde hij aan de Universiteit Leiden. Hij bleef echter in Rotterdam wonen omdat zijn vriendin daar woonde, en wegens zijn bijbaantje als instructeur bij een vooropleiding tot soldaat. Gedurende zijn studietijd haalde hij volgens eigen zeggen goede cijfers, maar tijdens zijn doctoraalexamen kreeg hij een black-out, waardoor hij het examen maar op het nippertje haalde.
Na zijn afstuderen was Helders enige tijd medewerker op een advocatenkantoor te Rotterdam. Hij trouwde in 1930 en vertrok vervolgens naar Batavia, waar hij werd opgeleid tot inspecteur van Financiën. Van 1931 tot mei 1932 was hij te Batavia ambtenaar op het departement van Financiën. Hierna was hij inspecteur van belastingen, tot 1936 te Bandung en vervolgens tot 1941 te Batavia. In dat jaar werd Helders commandant van het Algemeen Hoofdkwartier te Batavia. In 1942 werd hij door de Japanners geïnterneerd.
Na zijn vrijlating in 1945 werkte hij op het ministerie van Financiën, aanvankelijk als tijdelijk ambtenaar van de afdeling Juridische Zaken en Bewindvoering, en vervolgens als plaatsvervangend hoofd bij hetzelfde departement. Per 1 februari 1948 werd Helders hoofd fiscale zaken van de Nederlands-Indische Handelsbank, de latere Nationale Trust Maatschappij. Met ingang van 1 januari 1949 werd hij hier directeur. Helders bleef directeur tot 16 februari 1957, toen hij tot Minister van Zaken Overzee werd benoemd. Hij bleef in functie tot 19 mei 1959, en werd per 1 augustus 1959 lid van de Raad van State, wat hij zou blijven tot 1 september 1975.
Als minister was Helders belast met de uitvoering van het Statuut voor het Koninkrijk en met de aangelegenheden betreffende Suriname, de Nederlandse Antillen en Nieuw-Guinea. Hij werkte onder andere aan een bestuursregeling voor Nederlands Nieuw-Guinea, en verleende financiële steun aan de ontwikkeling van de landbouw in Suriname, met name in het district Nickerie. In 1958 bevorderde hij Pieter Platteel tot gouverneur van Nieuw-Guinea.

## Leven als honderdplusser
Helders woonde in Wassenaar. Hij werd bij zijn 105e, 106e en 107e verjaardag bezocht door burgemeester Jan Hoekema, die naar aanleiding van deze ontmoetingen meldde dat Helders in goede gezondheid verkeerde en goed op de hoogte was van de actualiteit.
In juni 2009 vierde Helders dat hij tachtig jaar eerder afgestudeerd was in de rechtsgeleerdheid aan de Rijksuniversiteit Leiden. Na het overlijden van de 108-jarige Johannes Heesters op 24 december 2011 was Helders nog ruim een jaar de oudste Nederlander die niet alleen bekend was vanwege zijn hoge leeftijd. Na het overlijden van de 110-jarige Cornelis Geurtz op 21 augustus 2012 was Helders de oudste mannelijke Nederlander.
Helders overleed twee maanden vóór zijn 108e verjaardag in zijn woonplaats.

## Onderscheidingen en prijzen
- Oorlogskruis
- Kruis handhaving orde en vrede in Nederlands-Indië
- Kruis langjarige dienst als officier der Koninklijke Landmacht